# Jean d'Ormesson
Jean d'Ormesson, hay Jean d'O (16 tháng 6 năm 1925 tại Paris – 5 tháng 12 năm 2017 tại Neuilly-sur-Seine) là nhà văn, nhà báo và triết gia người Pháp. Cha ông xuất thân từ gia đình danh giá Lefèvre d'Ormesson, một trong những gia đình đại quý tộc của Pháp sở hữu lâu đài Ormesson thuộc xã Ormesson-sur-Marne phía Đông Nam của Paris, còn mẹ ông cũng là người thuộc gia đình quý tộc Lepeletier de Saint-Fargeau sở hữu lâu đài Saint-Fargeau ở tỉnh Yonne. Thuở nhỏ, ông được đào tạo vô cùng bài bản và dễ dàng thi đỗ vào Trường Sư phạm Quốc gia (ENS).
D'Ormesson là tác giả của hơn 40 tác phẩm, bao gồm những tiểu thuyết lịch sử giả tưởng như La Gloire de l'Empire (1971) cho tới những tác phẩm triết học về cuộc sống, cái chết và sự tồn tại của Đấng tối cao như Je dirai malgré tout que cette vie fut belle (2016). Ông được bầu vào Viện hàn lâm Pháp vào năm 1973. Từ năm 1974 tới năm 1977, ông là chủ biên nhật báo Le Figaro.
Trong vòng hơn 40 năm, d'Ormesson được coi là đại diện truyền thông của Viện hàn lâm Pháp và thường xuyên xuất hiện trên các chương trình truyền hình về văn học hoặc thời sự, nơi ông được mời tới chia sẻ về nghệ thuật giao tiếp và sự thông thái của mình.

## Tác phẩm

### Sách
- L'Amour est un plaisir (1956)[1]
- Du côté de chez Jean (1959)[2]
- Un amour pour rien (1960)[3]
- Au revoir et merci (1966)[4]
- les Illusions de la mer (1968)[5]
- La Gloire de l'Empire (1971)[6] – Giải thưởng lớn cho tiểu thuyết của Viện hàn lâm Pháp
- Au plaisir de Dieu (1974)[7]
- Le Vagabond qui passe sous une ombrelle trouée (1978)[8]
- Dieu, sa vie, son œuvre (1981)[9]
- Mon dernier rêve sera pour vous (1982)[10]
- Jean qui grogne et Jean qui rit (1984)[11]
- Le Vent du soir (1985)[12]
- Tous les hommes en sont fous (1985)[13]
- Le Bonheur à San Miniato (1987)[14]
- Album Chateaubriand (1988)[15] – Bibliothèque de la Pléiade
- Garçon de quoi écrire (with François Sudreau, 1989)[16]
- Histoire du juif errant (Wandering Jew story) (1991)[17]
- Tant que vous penserez à moi (with Emmanuel Berl, 1992)[18]
- La Douane de mer (1994)[19]
- Presque rien sur presque tout (1995)[20]
- Casimir mène la grande vie (1997)[21]
- Une autre histoire de la littérature française (vol. I, 1997 & vol. II, 1998)[22][23]
- Le Rapport Gabriel (1999)[24]
- Voyez comme on danse (2001)[25]
- C'était bien (2003)[26]
- Et toi, mon cœur, pourquoi bats-tu? (2003)[27]
- Une fête en larmes (2005)[28]
- La Création du monde (2006)[29]
- Odeur du temps (2007)[30]
- Qu'ai-je donc fait (2008)[31]
- L'enfant qui attendait un train (2009)[32]
- Saveur du temps (2009)[33]
- C'est une chose étrange à la fin que le monde (2010)[34]
- Un jour je m'en irai sans en avoir tout dit (2013)[35]
- Dieu, les affaires et nous (2015)[36]
- Je dirai malgré tout que cette vie fut belle (2016)

### Phim tài liệu
- Éloge de l'amour (2001) bởi Jean-Luc Godard.
- Les Saveurs du palais (2012) bởi Christian Vincent: Le président de la République[37].
- Michel Déon ou la force de l'amitié (2018) bởi Jérémie Carboni[38].
- Monsieur (2018) bởi Laurent Delahousse[39][40].